# L'Histrion
L'Histrion est un roman de science-fiction d'Ayerdhal publié en 1993. L'auteur y rend hommage à Frank Herbert et y développe un univers politique humain chaotiquement unifié autour d'une entité politique nommée le Daym, elle-même le fruit de Genesis, organisme vivant de nature inconnue. Ce roman sera suivi un an plus tard par Sexomorphoses.

## Le cadre politique
Au sein du Daym treize entités possédant chacun une voix s'expriment :
- Genesis lui-même, planète pensante pour les uns, supercalculateur pour d'autres ;
- Les Eliges, les fonctionnaires du Daym, vivant sur la planète Ehn-Eval, qui n'est autre que la planète où se trouve Genesis ;
- L'Empire, par la voix d'un Chevalier, et au nom de l'Empereur ;
- La Confédération, démocratie d'importance similaire à l'Empire ;
- L'Église, politiquement alliée avec l'Empire ;
- Les Scientes, surdoués de la technologie, issus d'une planète unique nommée Endrèbe ;
- Les Nautes, peuple nomade de l'espace profond qui est le seul à posséder la technologie du voyage supraluminique, et qui vit sur des vaisseaux-îles ;
- Le Taj Rama, composé uniquement de femmes, toutes télépathes et se reproduisant par parthénogenèse ;
- Les Erudes, société anarchiste particulièrement douée dans les disciplines artistiques, politiques et psychologiques.
- Les Andres, diminutif d'Androïdes, créatures des Scientes, dont l'humanité ne sait guère ce qu'ils sont devenus depuis leur début d'émancipation ;
- Les Marches (sous-entendu de l'Empire), unions de républiques, de monarchies, tantôt autoritaires, tantôt démocratiques libérales ;
- Le Lansall, similaire aux Marches, mais plutôt associé à la Confédération ;
- La treizième voix est détenue par l'Histrion, fouteur de merde incarné dont le rôle est de rendre impossible l'immobilisme à long terme.

## Le personnage de l'Histrion
À la fois héros et héroïne, Aimlin (ou Aimline) est un sexomorphe. El (pronom désignant les hermaphrodites et sexomorphes) est le personnage central du roman, un personnage profondément dual (homme et femme ; irresponsable et politiquement engagé ; égoïste et altruiste ; courageux et trouillard...). Sa sexomorphie, capacité à changer totalement son matériel génétique et notamment à devenir homme ou femme, en fait un personnage en quête de soi, notamment dans Sexomorphoses, autre roman d'Ayerdhal reprenant l'univers et les personnages de l'Histrion, qui constitue de fait sa suite logique.

## Un roman engagé
À l'image du reste de son œuvre, l'Histrion est un coup de gueule et un cri d'amour d'Ayerdhal contre et pour l'humain : xénophobie, attrait du pouvoir, égoïsme en prennent pour leur grade pendant qu'il nous fait lire un profond éloge de l'universalisme, parfois non sans une certaine naïveté.